# Los Sultanes
Los Sultanes es una banda argentina de Pop cumbia que explora la ambigüedad sexual en sus letras.
Surgieron en 1992, cuando sus integrantes se juntaban y componían letras divertidas, que más adelante harían públicas en bares y clubes del barrio.  Sus integrantes originales fueron Marcelo Cugat, Jorge Valeggiani, José Luis Navarro, Gonzalo Rodríguez, Jorge Salazar Sánchez y Marcelo López. En ese año sacaron su primer álbum, Los Sultanes del amor, con temas como «Qué calor en la bailanta» y «Mancha blanca». En 1995 editaron su segundo álbum, Habilitámelo. Todas sus canciones en ambas producciones tenían ritmo de rock, algo que cambiaría en el próximo álbum.
En 1996 Jorge Kazmer reemplazó a Cugat como cantante, y fue con él que en 1998 el grupo grabó Zona Roja, un disco editado simultáneamente en Estados Unidos, España y México. El disco incluye temas como «Decile que lo quiero» y «El chupete», donde exploran la ambigüedad sexual e interpretan cuestiones de la cultura LGBT. El álbum se convirtió en triple disco de platino en Argentina, con más de 300 000 unidades vendidas. Realizaron una gira internacional por Chile (donde fueron disco de oro), Uruguay (disco de platino), Brasil (invitados por la cantante Xuxa), México (participando en el festival Milenio"de Acapulco) y España.
En 1999 salió a la venta Son o se hacen, disco que incluía éxitos como «El tucanazo» y «La reina de la zona roja». En 2000 grabaron en España el álbum Grandes éxitos y junto a la discográfica Vale Music vendieron 2 millones de copias.

## Integrantes
- Adrián "Cocker" Léxica
- Enrique "Asesor" Estrada
- Jorge "el Topo" Kazmer
- Jorge "Koke" Valeggiani
- José Luis "Cachete" Navarro
- Marcelo "Fantasma" López

## Discografía
- 1992: Los Sultanes del amor
- 1995: Habilitámelo
- 1998: Zona roja
- 1999: Son o se hacen
- 2001: Vuelta y vuelta
- 2003: Sultanes.com
- 2005: Piko, piko
- 2006: Yo quiero bailar
- 2007: Disco gay
- 2008: Espectacular
- 2009: Dale, Maraca
- 2010: Mundo Sultán
- 2013: De aquí a la eternidad